# Джеймс Лавлок
Джеймс Ла́влок (англ. James Ephraim Lovelock; 26 липня 1919, Летчуерт — 26 липня 2022) — член Британського королівського наукового товариства — незалежний учений, автор, дослідник і еколог, який жив в Корнуоллі — на південному заході Великої Британії. Найвідоміший через створення і популяризацію гіпотези Геї (англ. Gaia — Гея), в якій він постулював, що Земля функціонує як свого роду суперорганізм (термін, введений Лінн Марґуліс).

## Біографія
Лавлок народився в місті Летчворт-Гарден. Вивчав хімію в Манчестерському університеті до одержання місця у Медичному дослідницькому інституті Ради медичних досліджень в Лондоні.
У 1948 здобув ступінь доктора філософії з медицини в Лондонській школі гігієни і тропічної медицини. В Сполучених Штатах проводив дослідження в Єльському університеті, Бейлорському коледжі, і Гарвардському університеті.

## Професійна кар'єра
Невтомний винахідник Лавлок створив і розробив чимало наукових приладів, деякі з яких були прийняті NASA для програми планетарних досліджень. Саме під час роботи в NASA Лавлок розвивав Гіпотезу Геї.
На початку 1961 Лавлок був найнятий NASA для розробки чутливих інструментів аналізу позаземних атмосфер і планетарних поверхонь. Програма Вікінг, яка відвідала Марс в кінці 1970-х, була частково мотивована загадкою існування життя на Марсі, і багато розроблених датчиків і експериментів були призначені вирішити цю проблему. Працюючи в програмі, Лавлок зацікавився складом марсіанської атмосфери, міркуючи, що будь-які форми життя на Марсі були б зобов'язані використовувати (а тому змінювати) її. Проте, атмосфера, як виявилося, знаходиться в стійкому близькому хімічної рівноваги стані з дуже маленьким вмістом кисню, метану або водню, але з надлишком вуглекислоти. Для Лавлока абсолютний контраст між марсіанською атмосферою і хімічно-динамічною сумішшю земної атмосфери переконливо вказував на відсутність життя на планеті. Проте, експедиція Вікінг вирушила на Марс, вона все ж шукала там життя. Доказів, що свідчили б про існування сучасного чи вимерлого життя на планеті досі не існує (проте інтерес нещодавно відродився з несподіваним відкриттям метану в атмосфері).
Лавлок винайшов детектор захоплення електронів, який кінець кінцем допоміг у відкриттях стабільності хлорфторвуглеводнів та їхньої ролі у виснаженні стратосферного озону.
Зараз Лавлок — президент Асоціації морської біології, був обраний членом Британського королівського наукового товариства в 1974, і в 1990 був нагороджений першим призом імені др. А. Г. Хайнекена за роботи в галузі навколишнього середовища Королівською нідерландською академією мистецтв і наук. Незалежний учений, винахідник, і автор, Лавлок працює в лабораторії переробленої з сараю в Корнуелі. У 2003 Королева Єлизавета II призначила його Компаньйоном честі.

## Дискусія

### Гея
Тоді як гіпотеза Геї була з готовністю прийнята серед екологів, вона не була повністю прийнята в межах наукового співтовариства. Серед її найвідоміших критиків Річард Докінз і Форд Дулітл (див. теорію Геї для детального опису їх аргументів). Стисло, критики вказують, що відтоді як природний відбір діє на індивідуумах, не очевидно, яким чином може еволюціонувати гомеостаз планетарного масштабу. Лавлок заперечував на прикладі моделей, таких як Дайзіворлд, які ілюструють, як ефекти на рівні індивідуумів можуть привести до планетарного гомеостазу. Проте, оскільки системна наука про Землю все ще знаходиться в дитячому стані, ще не ясно, як висновки Дайзіворлду можна застосувати до всієї земної біосфери і клімату.

### Ядерна енергія
Лавлок збентежений загрозою глобального потепління, парникового ефекту. У 2004 він викликав медіасенсацію, коли порвав з багатьма екологами лозунгом: «Тільки ядерна енергія може зупинити глобальне потепління». З його точки зору, ядерна енергія — єдина реалістична альтернатива викопному паливу, що має можливість виробляти енергію у великому масштабі, скорочуючи емісію тепличних газів.
У 2005 на фоні відновлення інтересу британського уряду до ядерної енергії Лавлок знову публічно оголосив свою підтримку, заявляючи, «Я — зелений, і я благаю своїх друзів у русі відмовитися від хибного заперечення ядерної енергії» (1).
Хоча втручання Лавлока в суспільні дебати щодо ядерної енергії мають коротку історію, він уже давно задумувався над цією проблемою. У книзі 1988 року «Віки Гаї» Лавлок заявляє: «Я ніколи не розцінював ядерну радіацію чи ядерну енергію як будь-що крім нормальної і неминучої частини навколишнього середовища. Наші предки-прокаріоти еволюціонували на купі сміття планетарного розміру, що залишилася від зоряного ядерного вибуху наднової, яка синтезувала елементи, з яких зроблені ми і наша планета.»

### Масове вимирання людей
У статті в британській газеті «The Independent» в січні 2006 Лавлок аргументує, що, в результаті глобального потепління, «мільярди помруть і жменька людей, які виживуть, знаходитиметься в Арктиці, де клімат залишиться стерпним». Можливо, уже до кінця двадцять першого сторіччя. Він стверджує, що наприкінці сторіччя середня температура в помірних областях зросте на 8 °C і на 5 °C в тропіках, залишаючи більшість території світу нежилою і непридатною для сільського господарства. Він свідчить, що «нам доведеться зважити на швидкий темп змін і зрозуміти, як мало часу залишилося для дій, кожна громада і кожна нація повинні знайти краще використання ресурсів. Їм доведеться підтримувати цивілізацію будь-якими можливими способами.» Ця думка насторожує.